# Rafael Gareisen
Rafael Gareisen (* 2. Mai 1994 in Wien) ist ein deutscher Schauspieler.

## Leben
Rafael Gareisen ist der Sohn des Schauspielers Christoph Gareisen. Im Jahr 2007 stand er als Kindersoldat in Stoning Mary neben Jule Böwe und André Szymanski zum ersten Mal auf der Bühne der Schaubühne am Lehniner Platz. Seit seinem 14. Lebensjahr steht er regelmäßig vor der Kamera und hat seither in fast 60 Film- und Fernsehproduktionen mitgewirkt. 
Gareisen begann seine TV-Karriere mit Teenager-Rollen. In dem ZDF-Fernsehfilm Die grünen Hügel von Wales (2010) spielte er den Sohn des reichen Gutsbesitzers James Belbroughton. Im selben Jahr war er in der Sat.1-Fernsehkomödie Glückstreffer – Anne und der Boxer an der Seite von Camille Dombrowsky zu sehen.  
Seine erste Kinorolle hatte er in der Literaturverfilmung Russendisko (2012) als junger Wladimir Kaminer. Mit seiner darauffolgenden ersten Kino-Hauptrolle als Veit in dem holländischen Film De Ontmaagding van Eva van End, der bei verschiedenen internationalen Filmfestivals gezeigt wurde, wurde Gareisen einem größeren Publikum bekannt. Mit Die Bücherdiebin (2013) folgte seine erste Hollywoodproduktion. In Steven Spielbergs Spionagethriller Bridge of Spies – Der Unterhändler (2014) war er in der kleinen Rolle eines DDR-Jugendlichen zu sehen.
In dem Märchenfilm Das kalte Herz (2014) verkörperte er den mittellosen Köhler Peter Munk. Im Märchenfilm Sechse kommen durch die ganze Welt (2014) war er als Hofmusiker Jasper, der in die Prinzessin Ella verliebt ist, zu sehen. Im 22. Film Mutterseelenallein (2014) der ZDF-Krimireihe Unter Verdacht spielte er an der Seite von Ursula Strauss den älteren Sohn einer alleinerziehenden Mutter, der seine Mutter schwer belastet. In dem ARD-Fernsehfilm Mein Sohn Helen (2015) war er in der Rolle des mobbenden und pubertierenden Schülers Christopher Funke zu sehen.
In der 13. Staffel der ZDF-Krimiserie SOKO Wismar (2015) übernahm er eine Episodenhauptrolle als Nachwuchs-Footballer Maiky Merten. In der 1. Staffel der Fernsehserie In aller Freundschaft – Die jungen Ärzte (2016) folgte eine weitere Episodenhauptrolle als gewalttätiger Schläger und Mitglied der Jugend-Gang „Erfurter Hooligans“. In der 42. Staffel der ZDF-Serie SOKO München (2016) spielte Gareisen in einer weiteren Episodenhauptrolle einen Russlanddeutschen, der eine Ausbildung zum Werkzeugmechaniker begonnen hat, und versucht, aus seinem „Brennpunkt“-Ghetto in Neuperlach auszubrechen.
In dem zweiteiligen Fernsehfilm Die Dasslers – Pioniere, Brüder und Rivalen (2017) übernahm er die Rolle von Armin Dassler. In dem Fernsehfilm Ein schrecklich reiches Paar (2017) spielte er den Arbeitslosen Franz, der, um an Geld zu kommen, gemeinsam mit seiner schwangeren Freundin die Entführung einer Millionärsgattin vortäuscht. In der ZDF-Fernsehreihe Lena Lorenz (2018) spielte er eine Hauptrolle als Max, der gemeinsam mit seinen Freunden Anna (Anna Hausburg) und Paul (Aaron Karl) eine Dreierbeziehung ohne Besitzansprüche führt. Im ARD-Weihnachtsfilm Das Märchen von der Regentrude (2018) verkörperte Gareisen die männliche Hauptrolle, den Bauernsohn Andrees, der sich mit seiner großen Liebe auf den Weg zur „Regentrude“ macht.
Ab 2018 war Gareisen in den ersten beiden Staffeln der internationalen TV-Serie Das Boot als loyaler Mechanikerobergefreiter Max von Haber zu sehen. 
In den deutschen Kinos war er Anfang 2019 in dem Coming-of-Age-Drama Immenhof – Das Abenteuer eines Sommers als Jugendfreund Matz der 16-jährigen Lou in einer der männlichen Hauptrollen zu sehen. In der ARD-Fernsehreihe Der Irland-Krimi spielt Gareisen seit 2019 den jungen Paul Blake, den Sohn der gemeinsam mit ihm ermittelnden deutschstämmigen Kriminalpsychologin Cathrin Blake (Désirée Nosbusch).
Im 3. Film der Krimireihe Vienna Blood mit dem Titel Vienna Blood – Der verlorene Sohn (2019) verkörperte Gareisen den Hausvorsteher an der Militärakademie St. Florian und Kalligrafie-Lehrer Lang. In der sechsteiligen ZDFneo-Serie Breaking Even (2020) übernahm Gareisen eine der Hauptrollen als Sohn eines Technologieunternehmers, der sich als Umweltaktivist betätigt und als Revoluzzer in der Familie auftritt.
Im Bozen-Krimi: Familienehre (2022) spielte Gareisen den tatverdächtigen homosexuellen Freund des Dragqueen-Sängers Anton Hofer (gespielt von Vladimir Burlakov). In Theresa Wolff – Der schönste Tag (2023), dem 3. Film der ZDF-Fernsehreihe Theresa Wolff – Der Thüringenkrimi, verkörperte Gareisen den BWL-Studenten und Transmann Patrick Kempter. Im ZDF-Weihnachtsfilm Nelly und das Weihnachtswunder (2024) spielte Gareisen als charmanter Filou und Gelegenheitsdieb Sonny Baumgärtner eine der Hauptrollen.
Gareisen lebt nach Lebensstationen in Italien, dem Münchner Umland, Frankreich und Berlin-Mitte aktuell (Stand: Januar 2025) in seiner Geburtsstadt Wien.

## Filmografie

### Kino
- 2012: Russendisko
- 2012: De Ontmaagding van Eva van End
- 2013: Die Bücherdiebin
- 2014: About a Girl
- 2015: Bridge of Spies – Der Unterhändler
- 2019: Immenhof – Das Abenteuer eines Sommers
- 2019: A Gschicht über d’Lieb
- 2020: Jung Fragil (Kurzfilm)
- 2022: Immenhof – Das große Versprechen

### Fernsehen
- 2009: Kinder des Sturms (Fernsehfilm)
- 2010: Das Geheimnis in Siebenbürgen (Fernsehfilm)
- 2010: Glückstreffer – Anne und der Boxer (Fernsehfilm)
- 2010: Die grünen Hügel von Wales (Fernsehfilm)
- 2011: Die Stein (Folge: Neues altes Glück)
- 2013: SOKO Wismar (Folge: Hochspannung)
- 2013: Arnes Nachlass (Fernsehfilm)
- 2014: Alles Klara (Folge: Picknick mit Leiche)
- 2014: Unter Verdacht (Folge: Mutterseelenallein)
- 2014: Der Alte (Folge: Heißes Blut)
- 2014: Kripo Holstein – Mord und Meer (Folge: Ruhe sanft)
- 2014: SOKO Leipzig (Folge: Kranke Gier)
- 2014: Das kalte Herz (Fernsehfilm)
- 2014: Sechse kommen durch die ganze Welt (Fernsehfilm)
- 2015: Der Staatsanwalt (Folge: Ritt in den Tod)
- 2015: Mein Sohn Helen (Fernsehfilm)
- 2015: SOKO Wismar (Folge: Die Kante von Wismar)
- 2016: In aller Freundschaft – Die jungen Ärzte (Folge: Zivilcourage)
- 2016: SOKO München (Folge: In the Ghetto)
- 2016: Die Dasslers – Pioniere, Brüder und Rivalen (Fernseh-Zweiteiler)
- 2017: Die Spezialisten – Im Namen der Opfer (Folge: Heroes)
- 2017: Ein schrecklich reiches Paar (Fernsehfilm)
- 2018: Lena Lorenz – Zwei Väter (Fernsehreihe)
- 2018: Das Märchen von der Regentrude (Fernsehfilm)
- 2018–2020: Das Boot (Fernsehserie)
- 2019: Brecht (Filmbiografie)
- 2019: Der Irland-Krimi: Die Toten von Glenmore Abbey (Fernsehreihe)
- 2019: Der Irland-Krimi: Mädchenjäger (Fernsehreihe)
- 2019: In Wahrheit: Still ruht der See (Fernsehreihe)
- 2019: Vienna Blood – Der verlorene Sohn (Fernsehserie)
- 2020: SOKO Köln (Folge: Alte Geschichten)
- 2020: Letzte Spur Berlin (Folge: Klassenkampf)
- 2020: Die Toten vom Bodensee – Der Blutritt (Fernsehreihe)
- 2020: Breaking Even (Fernsehserie)
- 2021: Der Irland-Krimi: Das Verschwinden (Fernsehreihe)
- 2021: Der Irland-Krimi: Vergebung (Fernsehreihe)
- 2021: Neben der Spur – Schließe deine Augen (Fernsehreihe)
- 2021: Immer der Nase nach (Fernsehfilm)
- 2022: Der Irland-Krimi: Familienbande (Fernsehreihe)
- 2022: Der Irland-Krimi: Preis des Schweigens (Fernsehreihe)
- 2022: Der Bozen-Krimi: Familienehre (Fernsehreihe)
- 2023: Theresa Wolff – Der schönste Tag (Fernsehreihe)
- 2023: Friesland: Landfluchten (Fernsehreihe)
- 2023: Stadtkomödie – Heribert (Fernsehreihe)
- 2024: Nelly und das Weihnachtswunder (Fernsehfilm)
- 2025: Die Kanzlei: Ein schwerer Schlag (Fernsehserie)
- 2025: Alpentod – Ein Bergland-Krimi: Gemeinsame Ziele (Fernsehreihe)

## Theater
- 2007: Stoning Mary (von Debbie Tucker Green) – Regie: Benedict Andrews (Schaubühne)